# Stylidium pseudohirsutum
Stylidium pseudohirsutum är en tvåhjärtbladig växtart som beskrevs av Mildbraed. Stylidium pseudohirsutum ingår i släktet Stylidium och familjen Stylidiaceae. Inga underarter finns listade i Catalogue of Life.